# Mercedes-Benz M 155
| Mercedes-AMG         | Mercedes-AMG         |
| -------------------- | -------------------- |
|                      |                      |
| M 155                |                      |
| Hersteller:          | Mercedes-AMG         |
| Produktionszeitraum: | 2003–2010            |
| Bauform:             | V, Achtzylinder      |
| Hubraum:             | 5,4 Liter (5439 cm³) |
| Vorgängermodell:     | keines               |
| Nachfolgemodell:     | Mercedes-Benz M 159  |
| Ähnliche Modelle:    | Mercedes-Benz M 113  |

Der M 155 ist ein V8-Ottomotor von Mercedes-AMG mit Aufladung per mechanisch angetriebenem Kompressor. Er kam von 2003 bis 2010 im Mercedes-Benz SLR McLaren zum Einsatz.

## Technik
Der M 155 basiert geometrisch auf dem M 113 E 55 ML, ist jedoch wegen seiner Mehrleistung gegenüber dem Ausgangstriebwerk neu ausgelegt worden. Wie dieser besitzt er drei Ventile pro Zylinder. Der Lader, der zwischen den beiden Zylinderbänken des V-Motors liegt, läuft mit bis zu 23.000 Umdrehungen in der Minute, und die Ladeluft wird gekühlt. Angesichts der Leistung ist das Gewicht des Motors mit 230 kg vergleichsweise niedrig.

## Kenndaten
- Zylinderanordnung/-anzahl: V8
- Ventile/Zylinder: 3
- Hubraum (cm3): 5439
- Bohrung × Hub: 97 × 92 mm

In der Standard-Variante des „normalen“ SLR leistet das Triebwerk 460 kW (626 PS) bei 6500/min. Das Drehmoment beträgt hier 780 Nm und steht von 3250 bis 5000/min zur Verfügung.
Beim 2006 vorgestellten SLR 722 wurde die Nennleistung um 18 kW (24 PS) und das maximale Drehmoment um 40 Nm gesteigert. Noch mehr bietet der SLR 722 GT: Mit einer Nennleistung von 500 kW (680 PS) und einem maximalen Drehmoment von 830 Nm stellte er die Leistungsspitze des M 155 dar.